# Теорема Карлемана о квазианалитических классах функций
Теорема Карлемана о квазианалитических классах функций — утверждение о необходимых и достаточных условиях квазианалитичности класса функций. Была доказана Карлеманом в 1926 году. Играет важную роль в функциональном анализе.

## Квазианалитический класс функций
Пусть {\displaystyle A_{0}=1,A_{1},...,A_{n}} - последовательность положительных чисел. Обозначим {\displaystyle C_{A}} множество функций, определённых на интервале {\displaystyle \left(-1,1\right)}, бесконечно дифференцируемых на нём и удовлетворяющих
неравенствам {\displaystyle \max _{-1\leqslant x\leqslant 1}\left|f^{(\nu )}(x)\right|\leqslant B^{\nu }A_{\nu }}, где {\displaystyle \nu =0,1,2,...}, {\displaystyle B} - константа, зависящая от {\displaystyle f(x)}.
Класс {\displaystyle C_{A}} называется квазианалитическим, если функция, ему принадлежащая, полностью определяется на интервале {\displaystyle \left(-1,1\right)} значениями своих производных {\displaystyle f^{(\nu )}(x)} в одной точке {\displaystyle x_{0}}.
То есть если из равенств {\displaystyle f^{(\nu )}(x_{0})=0} и принадлежности {\displaystyle f(x)} классу {\displaystyle C_{A}} следует, что {\displaystyle f(x)\equiv 0}.

## Формулировка
Необходимым и достаточным условием квазианалитичности класса {\displaystyle C_{A}} является расходимость интеграла
{\displaystyle \int _{0}^{\infty }\lg \left(\sum _{\nu =0}^{\infty }{\frac {v^{2\nu }}{A_{\nu }^{2}}}\right){\frac {dx}{1+x^{2}}}}
или, что то же самое, расходимость наименьшей невозрастающей мажоранты ряда
{\displaystyle \sum _{\nu =0}^{\infty }{\frac {1}{A_{\nu }^{\frac {1}{\nu }}}}}